# Favosites
Genre
Espèces de rang inférieur
- Voir le texte

Favosites  est un genre éteint de coraux de la famille des Favositidae, du sous-ordre  des Favositida et de l'ordre des Tabulata ou coraux tabulés, tous ces taxons étant éteints.
Les différentes espèces se retrouvent de l'Ordovicien au Permien avec une répartition mondiale. Il s'agit du genre type de sa famille. L'espèce type est Favosites gothlandicus.
Selon Fossilworks, il y a 31 noms d'espèce valides, une sous-espèce et un nom invalide :
- † Favosites abnormis Poulsen, 1941
- † Favosites adaverensis Sokolov, 1951
- † Favosites afghanicus Karapetov et al., 1975
- † Favosites antiquus Sokolov, 1951
- † Favosites argus Hall, 1876
- † Favosites bowerbanki Milne-Edwards et Haime, 1851
- † Favosites burkhanensis Sharkova, 1981
- † Favosites desolatus Klaamann, 1961
- † Favosites exilis Sokolov, 1952
- † Favosites fallax Sokolov, 1951
- † Favosites favosiformis Sokolov, 1951
- † Favosites favosus Goldfuss, 1826
- † Favosites fusiforme Flügel, 1972
- † Favosites goldfussi Lecompte, 1939
  - † Favosites goldfussi eifeliensis Penecke, 1894
- † Favosites gothlandicus Lamarck, 1816
- † Favosites hisingeri Milne-Edwards et Haime, 1851
- † Favosites ingens Klaamann, 1962
- † Favosites intricatus Pocta, 1902
- † Favosites issensis Yanet, 1971
- † Favosites jaaniensis Sokolov, 1952
- † Favosites kalevi Klaamann, 1962
- † Favosites lichenarioides Sokolov, 1952
- † Favosites mirandus Sokolov, 1952
- † Favosites multicarinatus Sokolov, 1952
- † Favosites oculiporoides Sokolov, 1952
- † Favosites permica Gerth, 1922
- † Favosites praemaximus Sokolov, 1951
- † Favosites privatus Sokolov, 1951
- † Favosites serratus Sokolov, 1952
- † Favosites subfavosus Klaamann, 1962
- † Favosites subforbesi Sokolov, 1952

nom invalide: * † Favosites petropolitana Pander, 1830 [nomen vanum]